# Ctimene bistrigata
Ctimene bistrigata là một loài bướm đêm trong họ Geometridae.